# Stein am Mandl
Stein am Mandl (2043 m n. m.) je hora v Rottenmannských Taurách na území rakouské spolkové země Štýrsko. Nachází se v závěru hřebene vybíhajícího od hory Grosser Bösenstein (2448 m) směrem na severozápad. Na jihovýchodě sousedí s vrcholem Seegupf (2011 m) a na severozápadě s vrcholem Sternkegel (1887 m). Na severovýchodním úbočí hřebene spojujícího horu s vrcholem Seegupf se rozkládá jezero Glohbuckensee. Pod východními svahy Stein am Mandl se nachází chata Rottenmanner Hütte (1649 m).

## Přístup
- po značené turistické cestě č. 943 z města Rottenmann
- po značené turistické cestě č. 943 od chaty Rottenmanner Hütte
- po značené turistické cestě č. 944 po hlavním hřebeni